# Veikko Pakarinen
Veikko Pakarinen   (Víborg, 12 de setembre de 1910 - Gold Coast, 6 de desembre de 1987) va ser un gimnasta artístic finlandès que va competir durant la dècada de 1930.
El 1932 va prendre part en els Jocs Olímpics de Los Angeles, on disputà cinc proves del programa de gimnàstica. Guanyà la medalla de bronze en la competició del concurs complet per equips, mentre en la de barra fixa fou quart i en el cavall amb arcs vuitè com a millors resultats. Quatre anys més tard, als Jocs de Berlín, disputà les vuit proves del programa de gimnàstica masculina. Guanyà la medalla de bronze en el concurs complet per equips i fou quart en la prova de barra fixa, com a resultats més destacats.
En el seu palmarès també destaquen quatre títols nacionals entre 1933 i 1935. El 1959 emigrà a Austràlia, on moriria el 1987.